# De Pers

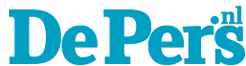
Logo von De Pers

De Pers war eine niederländische Tageszeitung. Es handelte sich dabei um eine Gratiszeitung, die in Bahnstationen, Tankstellen, Filialen der Buchhandelskette „Bruna“, Bibliotheken, Krankenhäusern, Apotheken, Cafés, Kiosken und Hochschulen/Universitäten verteilt wurde.
Die Zeitung erschien montags bis samstags im Tabloid-Format. Redaktionssitz war Amsterdam. Herausgeber der Zeitung war ein Joint-Venture von „Dagblad De Pers“ und der „IEX Media Groep“. Nach eigenen Angaben belief sich die Startauflage auf 250.000 Exemplare, die verbreitete Auflage im ersten Quartal 2008 betrug 440.714 Exemplare.
Am 12. März 2012 wurde von De Pers bekanntgegeben, dass am 30. März 2012 die letzte Ausgabe der Tageszeitung erscheint.

## Geschichte
Seit dem Jahrtausendwechsel sahen sich PCM Uitgevers mit fallenden Auflagen ihrer Zeitungen, verursacht durch neue Medien wie dem Internet und den Gratiszeitungen, konfrontiert. Der im Juni 1999 erstmals erschienene niederländische Ableger der schwedischen Gratiszeitung metro und die zeitgleich herausgebrachte Sp!ts hatten sich als feste Größen am Markt etablieren können. PCM Uitgevers entschlossen sich nun dazu, ebenfalls in den Gratiszeitungsmarkt einzusteigen.
Für die neue Zeitung wurde der Rahmen eines Joint-Ventures gewählt, dessen andere Hälfte von dem Investor Marcel Boekhoorn eingenommen werden sollte. PCM Uitgevers änderten dann jedoch ihre Pläne und entschieden sich schließlich für das Telekommunikationsunternehmen KPN. Im August 2006 präsentierte Cornelis van de Berg, vormals bei metro und Wegener, Boekhoorn einen Businessplan für eine Gratiszeitung. Boekhoorn gab schließlich grünes Licht und wurde zum Investor der Zeitung, van den Berg wurde deren Herausgeber. Der im September 2006 zum Chefredakteur berufene Ben Rogmans konnte wegen einer Konkurrenzklausel seitens seines früheren Arbeitgebers Wegener, wo er Direktor Multimedia war, seine Stelle nicht sofort antreten. Ursprünglich hätte er aufgrund eines Gerichtsbeschlusses bis Oktober 2007 warten müssen, in dem Berufungsverfahren konnte Bogmans jedoch schließlich eine Anstellung für den Monat April erreichen.
Die Zeitung erschien unterdessen bereits seit dem 23. Januar 2007 und wurde bis zu Bogmans’ Antritt von den stellvertretenden Chefredakteuren redaktionell geleitet. Am 23. Juni 2007 erschien erstmals testweise eine Samstagsausgabe, der am 28. Juli eine weitere Testausgabe folgte. Seit dem 15. September erscheint die Samstagsausgabe regelmäßig.
Am 12. März 2012 wurde das Ende der Tageszeitung bekanntgegeben. Aufgrund der sich stark verschlechternden Bedingungen auf dem Anzeigenmarkt gelang es den Herausgebern nie, die kostenlose Zeitung gewinnbringend zu machen.